# لي هارلي
لي هارلي (بالإنجليزية: Lee Harley)‏ هو لاعب كرة قدم بريطاني في مركز الهجوم، ولد في 7 يوليو 1967 في كرو (تشيشير) في المملكة المتحدة. لعب مع نادي تشستر سيتي ونادي ريل.